# أرابز غوت تالنت (الموسم 2)
بدأ عرض الموسم الثاني من أرابز غوت تالنت في 6 أبريل 2012 واستمر حتى 29 يونيو 2012. من أبرز التعديلات التي جرت في هذا الموسم هو أستبدال الإعلامي المصري عمرو أديب بالممثل الكوميدي السعودي ناصر القصبي وزيادة الدول التي جرى فيها مرحلة أختيار المتسابقين.

## مرحلة المقابلات
أجريت مرحلة مقابلات هذا الموسم في عشرة دول عربية، قام خلالها فريق إنتاج البرنامج ولجنة التحكيم باختيار أفضل المتقدمين لكي ينتقلوا إلى مرحلة الأستوديو في بيروت. الدول والمدن التي اجريت فيها المقابلات هي التالية:
- الإمارات العربية المتحدة، دبي 12 يونيو 2011
- الكويت، مدينة الكويت 14 يونيو 2011
- البحرين، المنامة 16 يونيو 2011
- الأردن، عمان 2 يوليو 2011، هذه المرحلة كان مفتوحة أيضاً للمشتركين من سوريا وفلسطين
- مصر، القاهرة 4-5 يوليو 2011
- تونس، تونس 07 يوليو 2011
- المغرب، الدار البيضاء ومراكش 09-10 يوليو 2011
- لبنان، بيروت 16-17 يوليو 2011، كانت هذه المرحلة مفتوحة أيضاً للمشتركين من سوريا
- الجزائر، الجزائر العاصمة 22 سبتمبر 2011
- السعودية:

الرياض 23 سبتمبر 2011
جدة 25 سبتمبر 2011، مخصص للرجال
جدة 26 سبتمبر 2011، مخصص للعائلات

## التصفيات النصف النهائية

### الأسبوع الأول 2012.05.18
| مفتاح | اعتراض الحكام | اختيار الحكام | حاصل على المركز الأول بتصويت الجمهور، انتقال مباشرة إلى النهائيات. | حاصل على المركز الثاني أو الثالث بتصويت الجمهور، واختاره الحكام للانتقال للنهائيات. | حاصل على المركز الثاني أو الثالث بتصويت الجمهور، ولم يختاره الحكام |

| التسلسل | المؤدي        | الموهبة       | البلد    | اعتراض واختيار الحكام | اعتراض واختيار الحكام | اعتراض واختيار الحكام |
| التسلسل | المؤدي        | الموهبة       | البلد    | ناصر                  | نجوى                  | علي                   |
| ------- | ------------- | ------------- | -------- | --------------------- | --------------------- | --------------------- |
| 1       | ياسر قادر     | رقص الهيب هوب | العراق   | —                     | —                     | —                     |
| 2       | حسين رسمي     | أكروبات       | مصر      |                       |                       |                       |
| 3       | فرقة طوني كرو | ألعاب سيرك    | المغرب   | —                     | —                     | —                     |
| 4       | مكسيم الشامي  | غناء أوبرا    | لبنان    | —                     | —                     | —                     |
| 5       | ليديا العسلي  | الجمباز       | تونس     | —                     | —                     | —                     |
| 6       | مي منضور      | غناء الراب    | السعودية | —                     | —                     | —                     |
| 7       | مصطفى محمد    | الغناء        | الأردن   | —                     | —                     | —                     |
| 8       | باسم البندك   | قراءة الأفكار | الأردن   | —                     | —                     | —                     |

### الأسبوع الثاني 2012.05.25
| التسلسل | المؤدي            | الموهبة                          | البلد    | اعتراض واختيار الحكام | اعتراض واختيار الحكام | اعتراض واختيار الحكام |
| التسلسل | المؤدي            | الموهبة                          | البلد    | ناصر                  | نجوى                  | علي                   |
| ------- | ----------------- | -------------------------------- | -------- | --------------------- | --------------------- | --------------------- |
| 1       | أحمد لتريكي       | العزف على آلة الدرامز            | تونس     | —                     | —                     |                       |
| 2       | فرقة أحباب فاميلي | رقص الهيب هوب                    | المغرب   | —                     | —                     | —                     |
| 3       | مهند الجميلي      | ستاند آب كوميدي                  | السعودية |                       | —                     |                       |
| 4       | هاسبوب            | رقص الهيب هوب                    | المغرب   | —                     |                       | —                     |
| 5       | عمار الخضيري      | مهارات بكرة القدم                | اليمن    | —                     | —                     |                       |
| 6       | محمد الصياحين     | موهبة التركيز والعد الأحرف سريعا | الأردن   | —                     | —                     | —                     |
| 7       | منال ملاط         | الغناء الغربي                    | لبنان    | —                     | —                     | —                     |
| 8       | محمد البيه        | العزف والبيت بوكس معا            | مصر      |                       | —                     | —                     |

### الأسبوع الثالث 2012.06.01
| التسلسل | المؤدي           | الموهبة                       | البلد                    | اعتراض واختيار الحكام | اعتراض واختيار الحكام | اعتراض واختيار الحكام |
| التسلسل | المؤدي           | الموهبة                       | البلد                    | ناصر                  | نجوى                  | علي                   |
| ------- | ---------------- | ----------------------------- | ------------------------ | --------------------- | --------------------- | --------------------- |
| 1       | شما حمدان        | الغناء والعزف على آلة الغيتار | الإمارات العربية المتحدة | —                     | —                     | —                     |
| 2       | فرقة أوفربويس    | العزف                         | المغرب                   | —                     |                       |                       |
| 3       | محمد وأحمد ياسين | ألعاب سيرك                    | مصر                      |                       | —                     | —                     |
| 4       | سكورميكس         | غناء الراب                    | السعودية                 | —                     | —                     | —                     |
| 5       | كايتن جلال       | اللعب مع الأفاعي والعقارب     | السعودية                 | —                     | —                     | —                     |
| 6       | حنان العوادي     | الشعر                         | تونس                     | —                     | —                     | —                     |
| 7       | شاهر علي         | العزف على الغيتار             | اليمن                    | —                     | —                     | —                     |
| 8       | لورد غاغا إكس    | الرقص                         | سوريا                    | —                     | —                     |                       |

### الأسبوع الرابع 2012.06.08
| التسلسل | المؤدي              | الموهبة                  | البلد    | اعتراض واختيار الحكام | اعتراض واختيار الحكام | اعتراض واختيار الحكام |
| التسلسل | المؤدي              | الموهبة                  | البلد    | ناصر                  | نجوى                  | علي                   |
| ------- | ------------------- | ------------------------ | -------- | --------------------- | --------------------- | --------------------- |
| 1       | وداد سيري           | الرقص الهندي             | المغرب   |                       | —                     | —                     |
| 2       | عمار أبو عجينة      | البيت بوكس               | فلسطين   |                       | —                     |                       |
| 3       | فريق خواطر الظلام   | عروض مسرحية              | السعودية | —                     | —                     | —                     |
| 4       | رباط فانك           | الرقص                    | المغرب   | —                     | —                     | —                     |
| 5       | حسن ميناوي          | العزف بأستخدام الشليمونة | الأردن   | —                     |                       |                       |
| 6       | محمد حامد           | رقص الباليه              | مصر      | —                     | —                     | —                     |
| 7       | جاد صبيح            | غناء الراب               | لبنان    | —                     | —                     | —                     |
| 8       | الثنائي رامي آند قط | العزف                    | الأردن   | —                     | —                     | —                     |

### الأسبوع الخامس 2012.06.15
| التسلسل | المؤدي              | الموهبة                 | البلد    | اعتراض واختيار الحكام | اعتراض واختيار الحكام | اعتراض واختيار الحكام |
| التسلسل | المؤدي              | الموهبة                 | البلد    | ناصر                  | نجوى                  | علي                   |
| ------- | ------------------- | ----------------------- | -------- | --------------------- | --------------------- | --------------------- |
| 1       | ماهر الشيخ          | فن اللإماء بالرقص       | سوريا    | —                     | —                     | —                     |
| 2       | فرقة ترايومف        | فرقة رقص                | لبنان    | —                     | —                     | —                     |
| 3       | رضوان شلباوي        | ألعلب السيرك والأكروبات | تونس     |                       |                       |                       |
| 4       | لإتحاد طنجة الأندلس | فنون الكاراتيه          | المغرب   | —                     | —                     | —                     |
| 5       | عبد المغيت زيتاني   | قدرات جسدية             | المغرب   | —                     | —                     | —                     |
| 6       | محمد زويد           | العزف                   | البحرين  | —                     | —                     | —                     |
| 7       | ساهر الساهر         | العزف على البيانو       | العراق   | —                     | —                     | —                     |
| 8       | ستارسيلات           | فرقة رقص                | السعودية | —                     | —                     | —                     |

### الأسبوع السادس 2012.06.22
| التسلسل | المؤدي           | الموهبة                  | البلد    | اعتراض واختيار الحكام | اعتراض واختيار الحكام | اعتراض واختيار الحكام |
| التسلسل | المؤدي           | الموهبة                  | البلد    | ناصر                  | نجوى                  | علي                   |
| ------- | ---------------- | ------------------------ | -------- | --------------------- | --------------------- | --------------------- |
| 1       | دالية شيح        | الغناء الغربي            | الجزائر  | —                     | —                     | —                     |
| 2       | محمد عطا         | تقليد أصوات الحيوانات    | فلسطين   |                       | —                     | —                     |
| 3       | كرستوفر صايغ     | العزف على البيانو        | الأردن   | —                     | —                     | —                     |
| 4       | لحالا كينغ زوو   | الرقص الجماعي            | المغرب   |                       | —                     |                       |
| 5       | قمر ونور العمر   | فن السيرك والأكروبات     | لبنان    | —                     |                       | —                     |
| 6       | هاي أون بادي فات | العزف والستاند آب كوميدي | مصر      |                       | —                     |                       |
| 7       | أمين جبور        | ألعاب الخفة والسحر       | لبنان    | —                     | —                     | —                     |
| 8       | عبد المجيد معاذ  | الرقص والأداء            | السعودية | —                     | —                     | —                     |

## النهائي 2013.06.29
| مفتاح | اعتراض الحكام | اختيار الحكام | الفائز بالمسابقة | الحاصل على المركز الثاني. | الحاصل على المركز الثالث. |

| التسلسل | المؤدي            | الموهبة                    | البلد                    | اعتراض واختيار الحكام | اعتراض واختيار الحكام | اعتراض واختيار الحكام |
| التسلسل | المؤدي            | الموهبة                    | البلد                    | ناصر                  | نجوى                  | علي                   |
| ------- | ----------------- | -------------------------- | ------------------------ | --------------------- | --------------------- | --------------------- |
| 1       | مكسيم الشامي      | غناء الأوبرا               | لبنان                    | —                     | —                     | —                     |
| 2       | حسن رسمي          | فن الأكروبات               | مصر                      | —                     | —                     | —                     |
| 3       | مهند الجميلي      | ستاند آب كوميدي            | السعودية                 | —                     | —                     | —                     |
| 4       | دالية شيح         | الغناء الغربي              | الجزائر                  | —                     | —                     | —                     |
| 5       | حسن ميناوي        | العزف باستخدام الشليمونة   | الأردن                   | —                     | —                     | —                     |
| 6       | ماهر الشيخ        | فن الإماء بالرقص           | سوريا                    | —                     | —                     | —                     |
| 7       | رضوان شلباوي      | ألعاب السيرك والأكروبات    | تونس                     | —                     | —                     | —                     |
| 8       | منال ملاط         | الغناء الغربي              | لبنان                    | —                     | —                     | —                     |
| 9       | فرقة أوفربويس     | العزف على الأدوات المنزلية | المغرب                   | —                     | —                     | —                     |
| 10      | شما حمدان         | الغناء والعزف على الغيتار  | الإمارات العربية المتحدة | —                     | —                     | —                     |
| 11      | فريق خواطر الظلام | عروض مسرحية في العتمة      | السعودية                 | —                     | —                     | —                     |
| 12      | لحالا كينغ زوو    | الرقص الجماعي              | المغرب                   | —                     | —                     | —                     |

الفائز في بالموسم الثاني من آرابس جوت تالنت كان فريق خواطر الظلام من السعودية وحصلوا على جائزة 500.000 ريال سعودي إضافة إلى سيارة شيفروليه كمارو 2012.

## وصلات خارجية
- صفحة البرنامج
- أرابز غوت تالنت  على فيسبوك. على فيسبوك